# Place des Bouvreuils
La place des Bouvreuils (en néerlandais : Goudvinkenplein) est une place bruxelloise de la commune de Woluwe-Saint-Pierre qui est rejoint par l'avenue des Pinsons, l'avenue des Alouettes, l'avenue des Merles et l'avenue des Bergeronnettes sur une longueur totale de 92 mètres.